# Sebastian Geissler
Sebastian Geissler, född 21 februari 1982 i Lund, är en svensk före detta handbollsspelare. Han är högerhänt och spelade i anfall som mittsexa. 

## Karriär

### Klubblagsspel
Sebastian Geisslers moderklubb var KFUM Lundagård, en stadsdelsklubb på Gunnesbo i Lund, men snart värvades Geissler till Lugi HF. Geissler fick inte mycket speltid i Lugis A-lag trots att han spelade i ungdomslandslagen. Efter säsongen 2002 lämnade han därför Lugi för spel med IFK Malmö.IFK Malmö fick behålla honom i tre säsonger, till 2005. Nästa klubbadress blev Ystads IF, där han började spela 2005. I Ystad spelade han mittsexa tillsammans med Hans Karlsson. Då deltog han även i internationellt cupspel. Men Sebastian Geissler drabbades också av en korsbandsskada i Ystads IF. 2009 var det dags för ny flytt nu till HK Malmö, som återkom till elitserien detta år. HK Malmö lyckades ta sig till slutspel 2009, 2010 och 2011 men åkte ut i kvartsfinal alla åren. Under säsongen 2011/2012 drabbades Sebastian Geissler av en hälseneruptur som fick opereras två gånger. Han återkom aldrig som spelare i HK Malmö. 2014 i februari blev han spelklar för H43 Lund, där brodern Christoffer Geissler spelade. Han debuterade mot sin gamla klubb Ystads IF, som H43 lyckades besegra. Speltiden i H43 Lund blev kort för i december 2014 gick H43 Lund i konkurs och fick dra sig ur elitserien. Det blev slutet för Sebastian Geisslers karriär.
Geissler spelade aldrig i A-landslaget men gjorde 27 U-landskamper och gjorde 34 mål i U-landslaget. Han gjorde också 20 J-landskamper. 2003 var han med i det lag som tog U21-VM-guld i Brasilien.

## Klubbar
- KFUM Lundagård (–1998)
- Lugi HF (1998–2002)
- IFK Malmö (2002–2005)
- Ystads IF (2005–2009)
- HK Malmö (2009–2012)
- H43 Lund (2014, februari–december)